# 新肖洛沃區

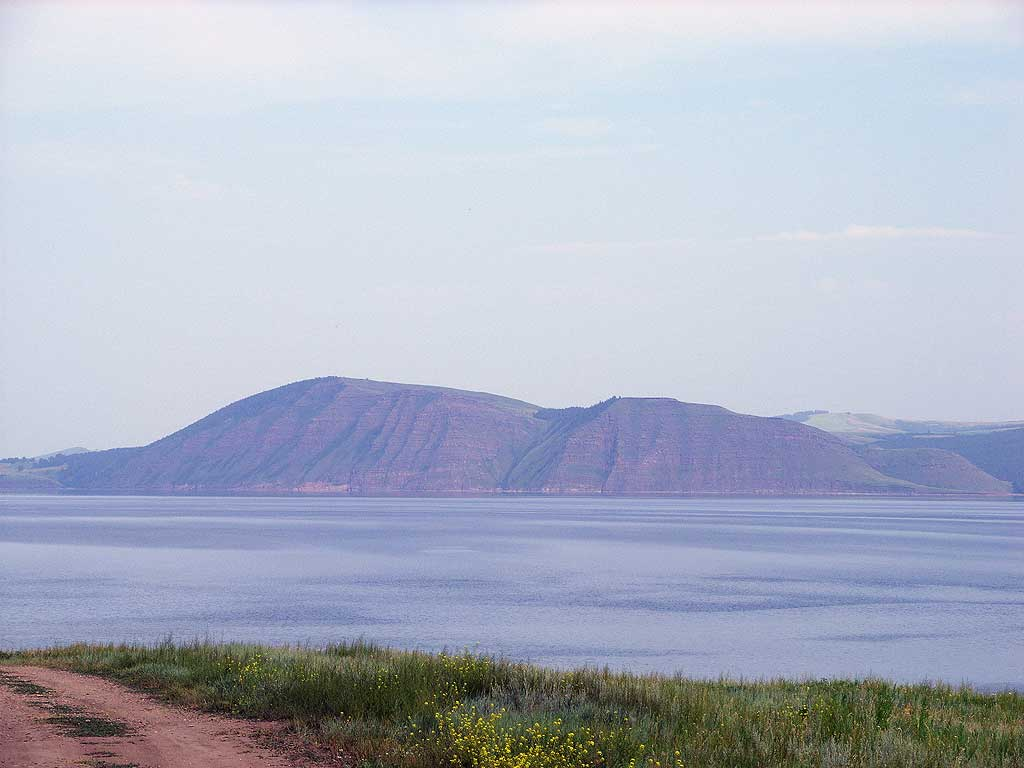

55°00′N 90°53′E / 55.000°N 90.883°E
新肖洛沃區（俄语：Новосёловский район），是俄羅斯的一個區，位於該國中部，由克拉斯諾亞爾斯克邊疆區負責管轄，始建於1924年4月4日，面積3,881平方公里，2010年人口14,135，人口密度每平方公里3.64人。